# Richard Förster, Werdau

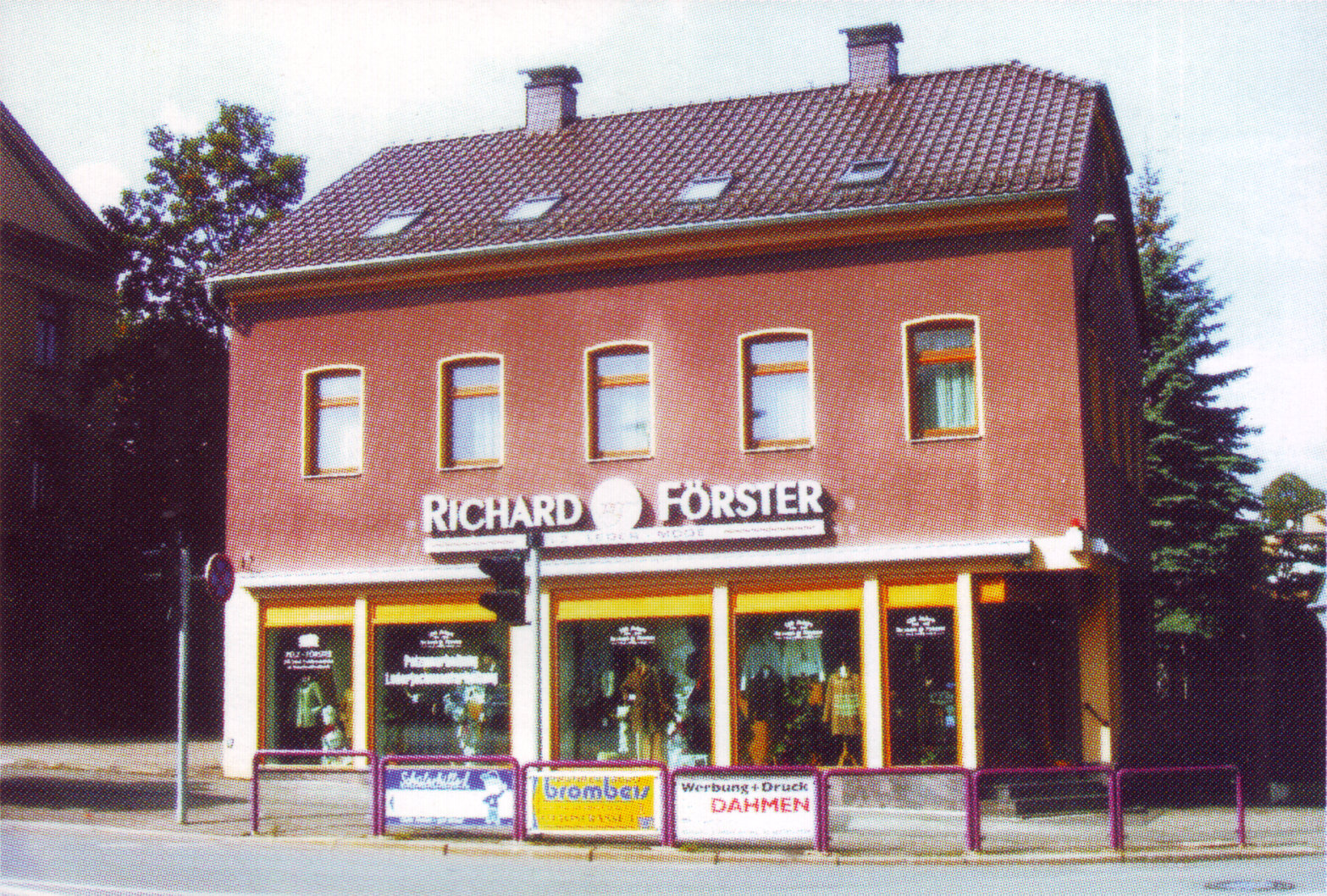
Firmensitz mit Geschäftslokal

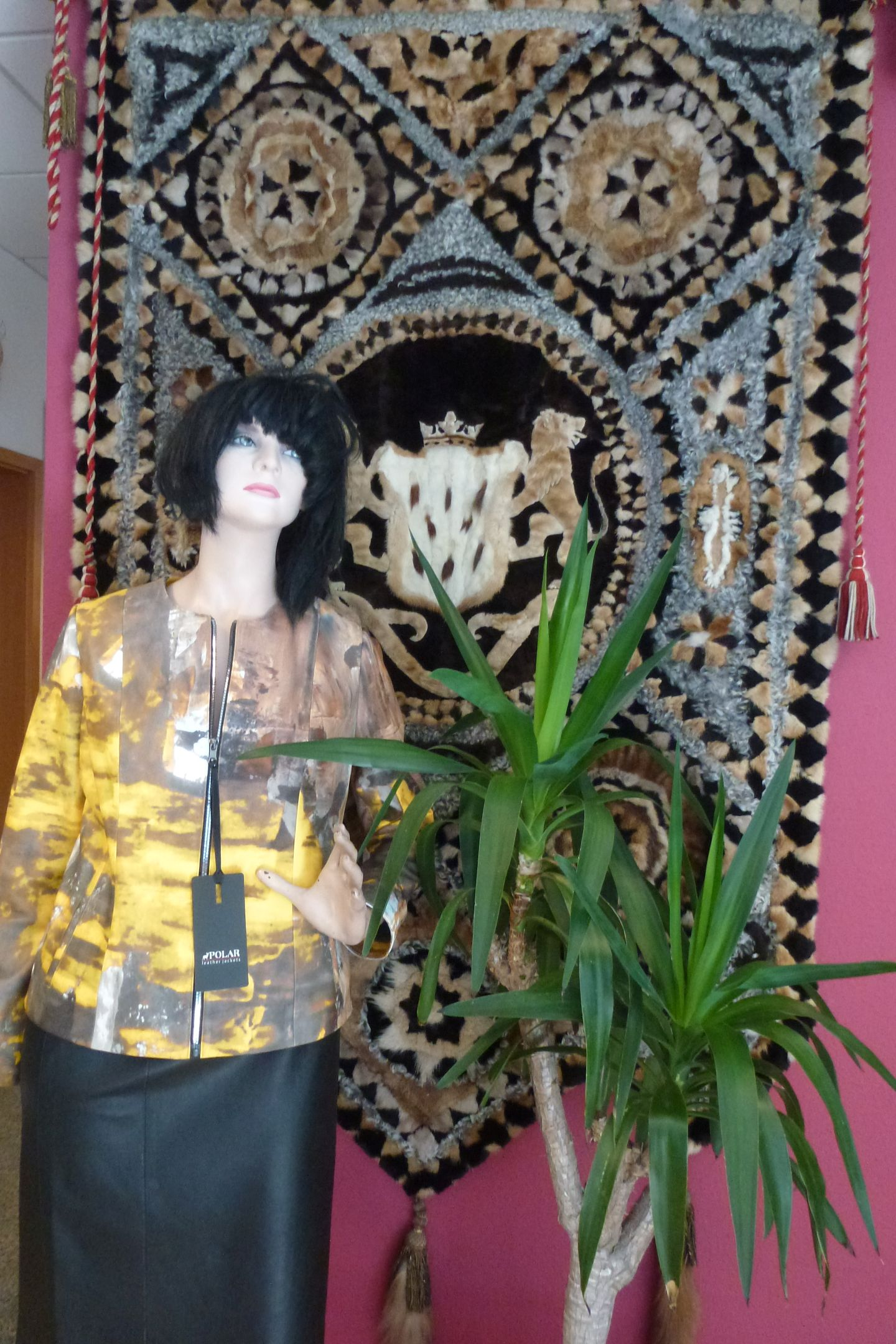
Die alte Pelzmosaik-Fahne der Kürschner-Innung Zwickau in den Verkaufsräumen Richard Förster

Das Unternehmen Richard Förster in Werdau in Sachsen, zuletzt Richard Förster, Pelz – Leder – Mode, wurde 1881 als Kürschnerei mit eigener Pelzanfertigung gegründet. Im Jubiläumsjahr 2006 hieß es, die Werdauer Kürschnerfamilie sei vermutlich das umfangreichste und älteste Kürschnergeschlecht Deutschlands. Die Familie übt dieses Handwerk seit 1670 in unmittelbarer, elfter Generationenfolge aus. Im Verlauf der Jahrhunderte gab es in der Familie 35 Kürschner, zudem heirateten drei Kürschner in die Familie ein. Wie meist in der Branche kam den Ehefrauen eine wesentliche Rolle im Betrieb zu. Zum Ende 2023 wurde der Betrieb aus Altersgründen eingestellt.

## Firmengeschichte

### Vorgeschichte
Im Jahr der Geschäftsgründung durch den Vorfahren des heutigen Inhabers, 1881, lebten und arbeiteten bereits nachweislich sechs weitere Kürschner in Werdau. Bis auf den Schwager des Gründers waren sie alle Angehörige der alteingesessenen Kürschnerfamilie Förster: Vater, Bruder, zwei Großonkel und ein Großcousin. Insbesondere die sich stark entwickelnde Textilindustrie, aber auch andere Gewerke, boten den Einwohnern und damit dem Pelzhandwerk ein gutes Auskommen. Das Oberzentrum Zwickau hatte zu der Zeit weniger Kürschner als das kleinere Werdau.
Die ersten Kürschner der Familie Förster waren die Brüder Salomon und Christoph, die beide 1684 ihren Meistertitel erhielten. Ihr Vater war Christoph Förster (sen.). Er übte den mit dem Kürschnerhandwerk immer eng verbundenen Beruf des Mützenschneiders aus, oft waren die Hut- und Mützenmacher mit den Kürschnern in einer Innung vereinigt. Zudem war er Hutschmücker, ein Putzmacher, der Kopfbedeckungen mit Band, Feder, Tressen usw. verzierte. Mit Christoph Förster, seinen beiden ältesten Söhnen Hans und Gottfried Förster, sowie dem Enkelsohn Gottfried (jun.), waren Anfang des 18. Jahrhunderts vier Familienmitglieder in dem in dieser Zusammenstellung aussterbenden Beruf tätig. Gottlieb Förster (* 1725; † 1. Juni 1742), der Amtsschöffe Gottlieb Förster (* 1749; † 19. September 1806), David Förster (* 10. Juli 1759; † 18. Februar 1829) und Carl Gottlieb Förster (* 26. Januar 1783; † 7. November 1832) waren nicht nur Kürschner, sondern gleichzeitig Zobelfärber. Im Jahr 1713 war in Leipzig die erste Zobelfärberei zugelassen worden. Sie gehörten damit zu den ersten Generationen, die diese bis dahin ehrenrührige Tätigkeit des Verbesserns der natürlichen Fellfarbe legal ausüben durften. Von den Nachkommen Christoph Försters sind zwei Generationen später keine Kürschner mehr nachweisbar.
Salomon Förster aus Werdau ist der Stammvater aller späteren Kürschner und Kürschnermeister Förster. Am 15. Oktober 1684 wurde ihm von der Zwickauer Kürschnerinnunung bescheinigt, dass er „bey unß zünfftig werden möchte, welches wir ihm nicht füglich abschlagen können […]“. Zusammen mit den Lehr- und Wanderjahren, dürfte er das Kürschnerhandwerk bereits um 1670 erlernt haben. Bruder Christoph erlangte im selben Jahr das Meisterrecht für Zwickau.

### Richard und Helene Förster
Am 1. Oktober 1881 eröffnete Richard Förster (* 1856; † 1926) mit seiner frisch angetrauten Ehefrau Helene Kahle (* 1857; † 1933) auf der Werdauer Bahnhofstraße Nr. 2 ein Kürschnereigeschäft mit Werkstatt. Mit dem auf dem Weg zum Bahnhof günstig gelegenen Geschäft und durch ein erweitertes Angebot von Herrenartikeln kam Richard Förster trotz der bis 1900 andauernden Gewerbefreiheit, während der jeder den Kürschnerberuf selbständig ausüben durfte, zu Wohlstand. Wie die allermeisten seiner Kollegen in Klein- und Mittelstädten führte er neben seinen Pelzen Herrenhüte und -mützen, Kragen, Spazierstöcke Regenschirme und anderes mehr. Im Jahr 1910 konnte er das schwiegerelterliche Haus der Erbengemeinschaft Kahle abkaufen und die Werkstatt mit dem Geschäftsraum vergrößern. Er führte zusammen mit seiner Frau die Firma bis zu seinem Tod im Jahr 1926.
Helene und Richard hatten zehn Kinder, von denen vier früh starben. Alle sechs Kinder „waren etwas als sie das Haus verließen“. Als er nach 40 Jahren Geschäftstätigkeit starb, hatte sich das Unternehmen einen guten Ruf verschafft und sich trotz der wirtschaftlichen Bedrückungen durch den Ersten Weltkrieg eine solide Basis erwirtschaftet. Die Witwe Helene Förster führte, zusammen mit ihrem Sohn Carl als Geschäftsführer, die Firma bis zu ihrem Tod im Jahr 1933 weiter.

### Carl und Elise Förster
Richard Försters dritter Sohn Carl Förster (* 1887; † 1959) erlernte das Kürschnerhandwerk in 8. Generation bei Kürschnermeister Richard Seiler im thüringischen Ronneburg. Eine gleichzeitige kaufmännische Ausbildung vervollkommnete er im väterlichen Geschäft sowie ab 1906 in Frankfurt am Main und im sauerländischen Siegen. Aus dem Ersten Weltkrieg kehrte er verwundet zurück. Er führte das Geschäft zusammen mit seiner Mutter nach dem Tod des Vaters als Geschäftsführer bis zu deren Tod im Jahr 1933, anschließend als Alleininhaber.
Im Jahr 1923 heiratete Carl Förster die Einzelhandelskauffrau Elise Schön (* 1895; † Dezember 1979). Elise Schön entstammte einem alten, seit dem 15. Jahrhundert in Werdau ansässigen Handwerker- und Fabrikantengeschlecht. Das Ehepaar führte die aus der Erbengemeinschaft übernommene Firma Richard Förster „durch die schweren Zeiten des 2. Weltkrieges und die darauf folgende Mangelwirtschaft ohne aufgeben zu müssen“. Nach den anfänglichen Unsicherheiten in der sowjetisch besetzten Zone und der anschließenden DDR mit der Einführung der Planwirtschaft konsolidierte sich das Handwerkswesen allgemein Anfang der 1950er Jahre. Carl und Elise Förster beschäftigten jetzt zwei Kürschner und sechs Pelznäherinnen.
Im Jahr 1956 übertrug Carl Förster im Alter von 69 Jahren das Unternehmen an seinen Sohn, Kürschnermeister Harald Förster. Carl Förster starb 1959, seine Witwe Elise Förster stand der Firma noch 20 Jahre bis zu ihrem Tod im Dezember 1979 bei.

### Harald und Gisela Förster
Im Kriegsjahr 1941 hatte Harald Förster (* 1927, † 6. April 2009) seine Kürschnerlehre bei Kürschnermeister Karl Ulrich in Borna begonnen, der mit Harald Försters Onkel, Walter Förster, gemeinsam kurz vor dem Ersten Weltkrieg das Kürschnerhandwerk erlernt hatte. 1944, im Jahr seiner Gesellenprüfung, wurde Harald, Kürschner in nun 9. Generation, „Gausieger“ von Sachsen, 1951 legte er in Chemnitz die Meisterprüfung mit der höchsten erreichbaren Punktzahl ab.
Im Jahr 1953 heirateten Harald Förster und die Tochter seines Bornaer Lehrmeisters, die Kürschnerin Gisela Ulrich (* 1929). Nachdem Harald Förster bereits einige verantwortungsvolle Positionen im Kürschnerhandwerk ausgeübt hatte, wurde er 1978 zum Obermeister des Kürschnerhandwerks ernannt. Noch in Zeiten der DDR errang er viele nationale und internationale Urkunden und Auszeichnungen. Nach „Jahrzehnten ideologischer Bevormundung des Handwerks“ wurde er nach dem Fall der Mauer „frei und geheim gewählter Innungsobermeister der Kürschnerinnung Zwickau“. Ihm oblag die Aufgabe, „seinen Berufsstand in das neue, bundesrepublikanische Wirtschaftssystem zu überführen“.
Im Jahr 1992 übergab Harald Förster die Firma Richard Förster an seinen Sohn, Kürschnermeister Jürgen Förster. Die Eltern blieben weiterhin in Bereitschaft, soweit es das Geschäft erforderte.

### Jürgen und Ute Förster

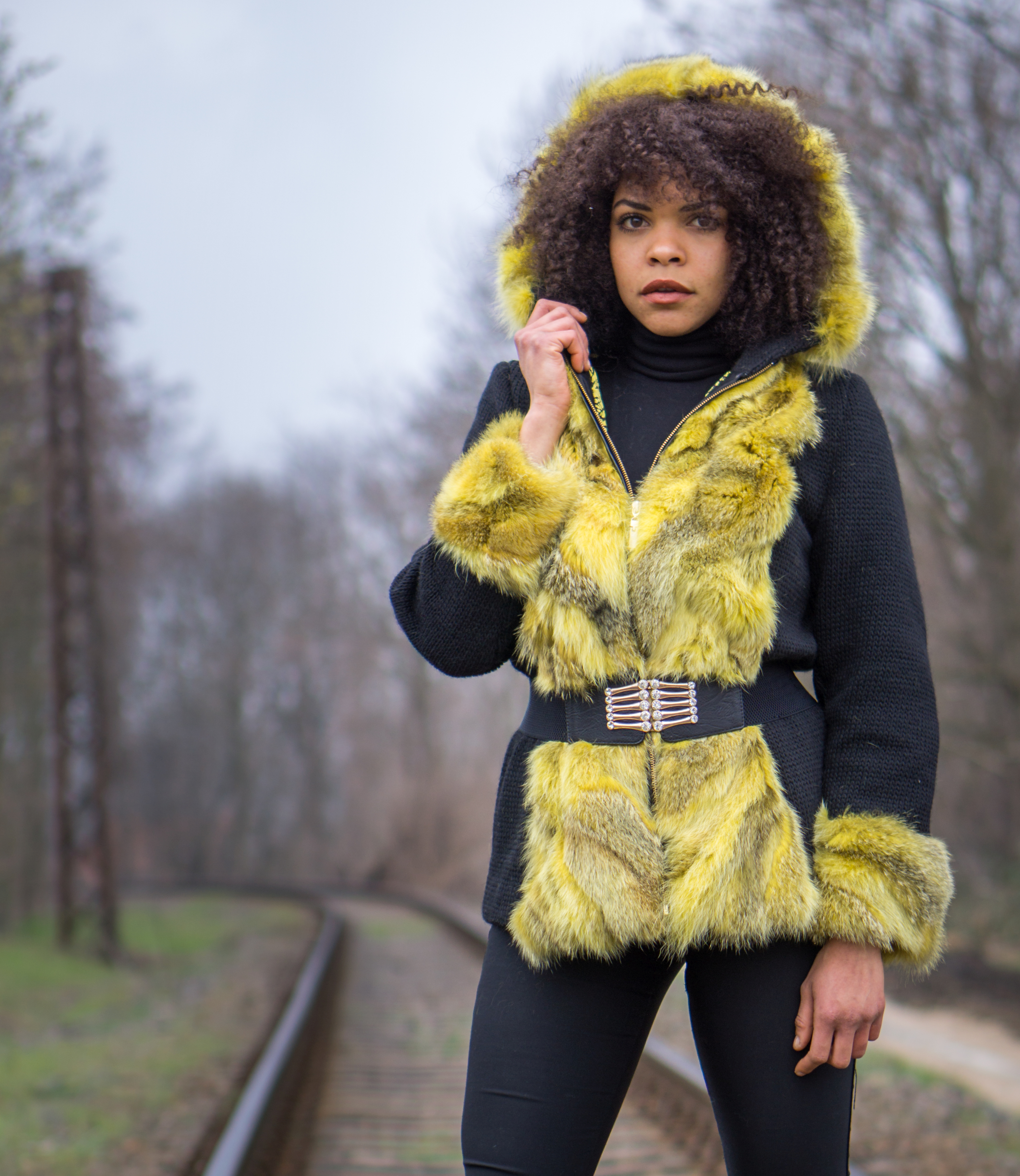
Pelz-Umgestaltungsvorschlag (2016)

Jürgen Förster (* 1954) war nicht sofort in die Pelzbranche eingetreten. Er folgte seiner Neigung zu den Naturwissenschaften und begann zunächst an der Universität Leipzig ein Physikstudium, das er 1979 als Diplomphysiker mit der Note „gut“ abschloss. Nach zweijähriger Tätigkeit als Geophysiker am Zentralinstitut für Physik der Erde (ZIPE) im Adolf-Schmidt-Observatorium für Geomagnetismus in Niemegk bei Potsdam entschied er sich, trotz eines Angebots, Teilnehmer der 28. Sowjetischen Antarktis-Expedition zu werden, doch in das Kürschnerhandwerk zu wechseln, da dank einem Umdenken in der Wirtschaftsplanung der DDR das Handwerk jetzt bessere Zukunftsaussichten versprach. Jürgen Förster eignete sich die handwerklichen Fähigkeiten unter anderem als Hospitant bei Kürschnermeister Hans-Günther Mühe in Leipzig an, dem Vater des Schauspielers Ulrich Mühe. Seit 1983 Kürschner in der elterlichen Firma, erhielt Jürgen Förster in 10. Generation im Jahr 1985 vor der Handwerkskammer Karl-Marx-Stadt, heute wieder Chemnitz, das Meisterrecht als Kürschner.
Im Jahr 1982 heirateten Jürgen Förster und Ute Hölzel (* 1960), die nach ihrer Lehrzeit als Pelznäherin bei der Firma Richard Förster beschäftigt blieb. Gemeinschaftliche Erfolge waren unter anderem beim Pelzmodellwettbewerb in Halle/Saale die Verleihung des Titels „Modeschöpferische Werkstatt“. 2016 errangen sie als kleiner Betrieb sogar mit einer Pelzumgestaltung eine Goldmedaille beim Internationalen Design-Wettbewerb des deutschen Kürschnerhandwerks. Nach Angaben des Inhabers im Jahr 2019 umfasste der Anteil des „Upcyclings“ zu der Zeit rund 80 Prozent aller Aufträge.
Nach dem Ende der DDR hatte Jürgen Förster, zusammen mit seinem Vater, das Unternehmen in eine Gesellschaft bürgerlichen Rechts umgewandelt. 1993 wurde er alleiniger Inhaber. Unter den neuen wirtschaftlichen Bedingungen strukturierte Jürgen Förster den Betrieb erneut um. Nie verschwunden war das Angebot von Hüten, Mützen, Handschuhen und anderen modischen Accessoires, hinzu kam jetzt der Handel mit Lederbekleidung, Trachten- und Landhausmoden. 1995 erfolgte eine umfassende Neugestaltung und Erweiterung der Geschäfts- und Werkstatträume, die Ladenfläche betrug gut 85 m².
War schon der Vater Obermeister der Kürschner-Innung Zwickau, wurde Jürgen Förster im Jahr 2000 Obermeister der Kürschner-Landesinnung Sachsen, seit 2017 der länderübergreifenden Innung Mitteldeutschland. Auch kommunalpolitisch wurde er tätig, wie schon sein Vater Harald und sein Urgroßvater Richard.
Neben Dokumenten aus der Geschichte der Kürschnerinnung Zwickau verwahrte das Unternehmen die aus dem 19. Jahrhundert stammende, aus Pelzstücken gefertigte Innungsfahne.
Mit dem Eintritt von Jürgen Förster in den Ruhestand zum Jahresende 2023 ist die Familientradition der Kürschner beendet.

Das Geschäfts- und Wohnhaus in Werdau
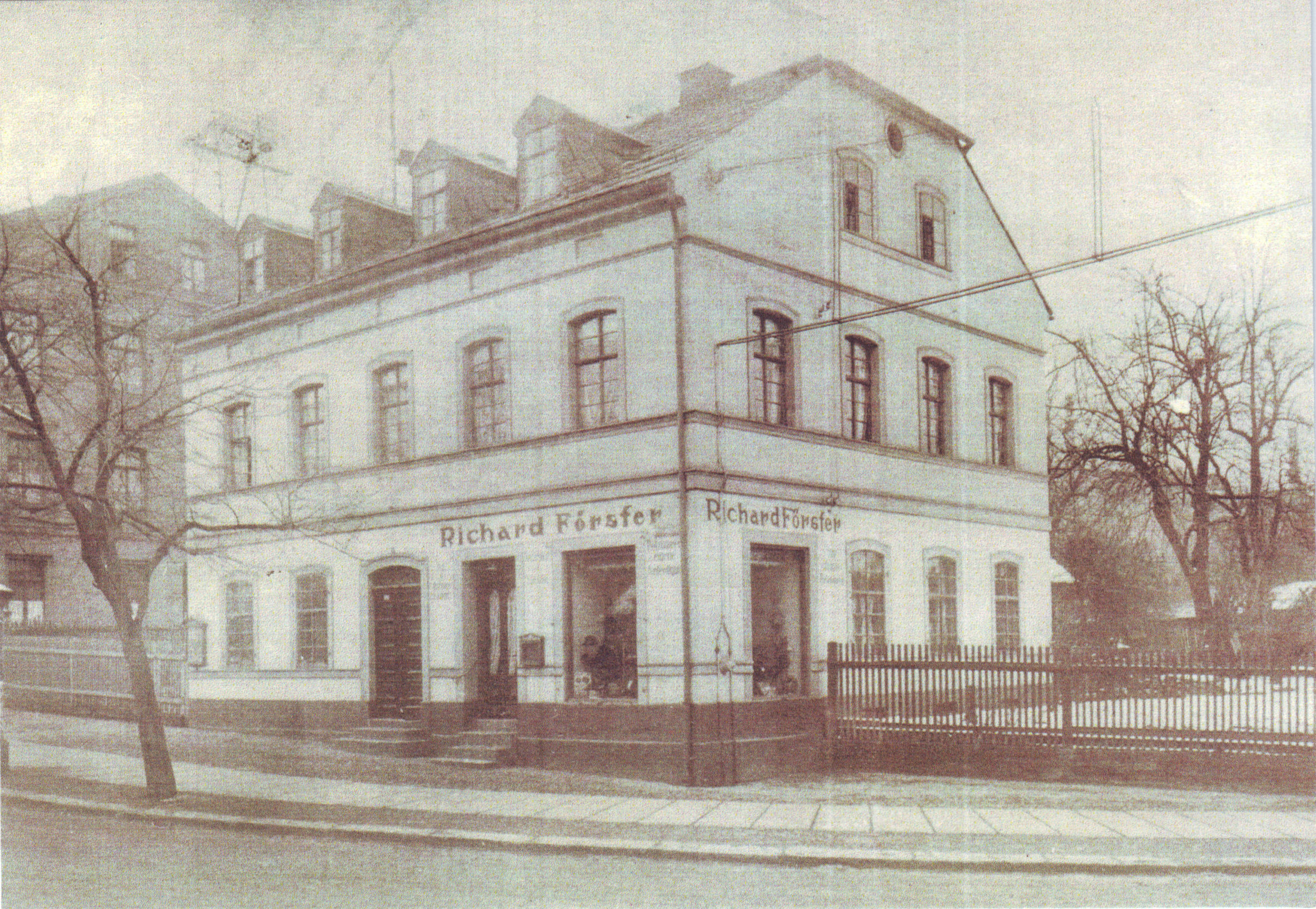
Um 1890
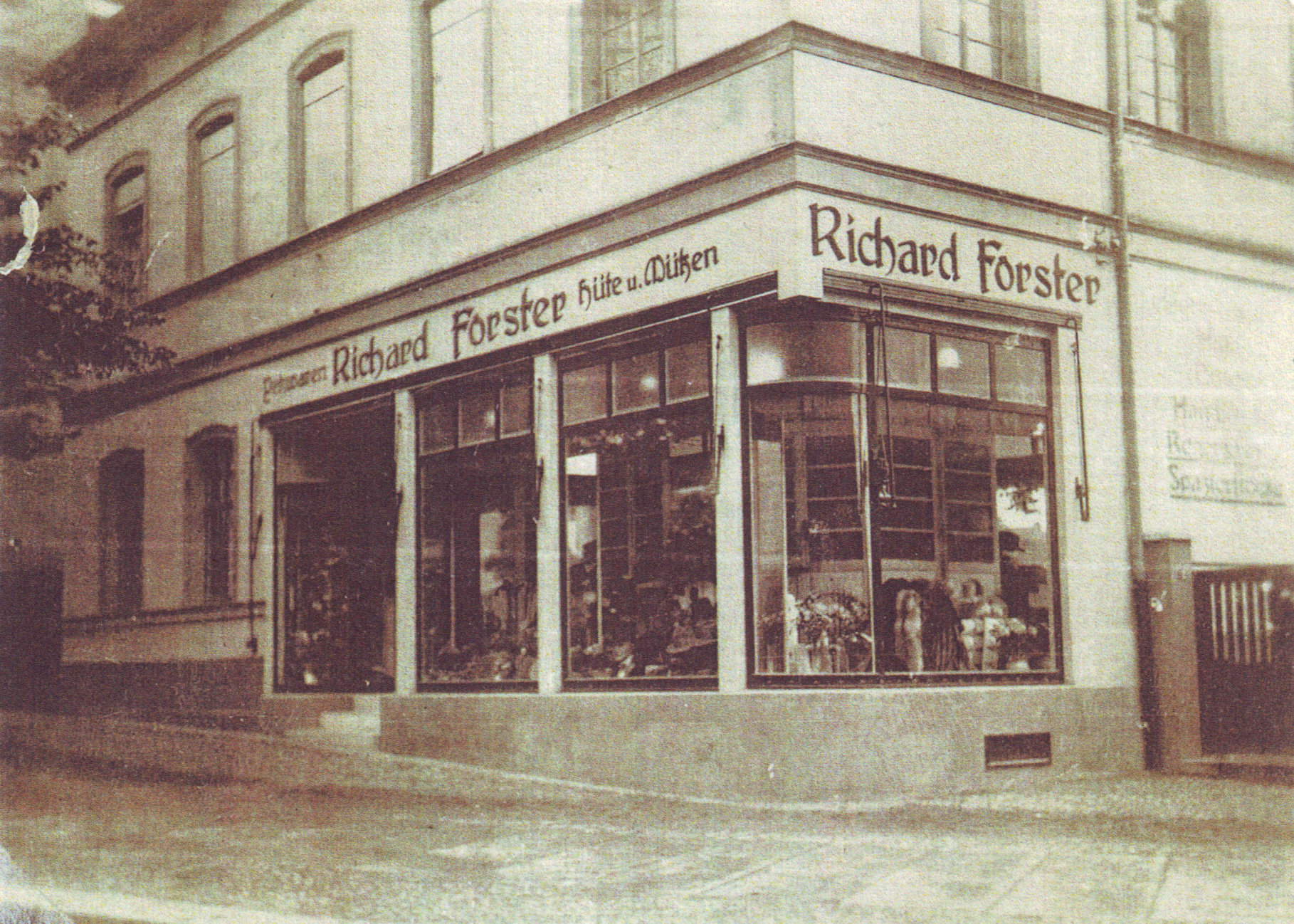
Um 1926
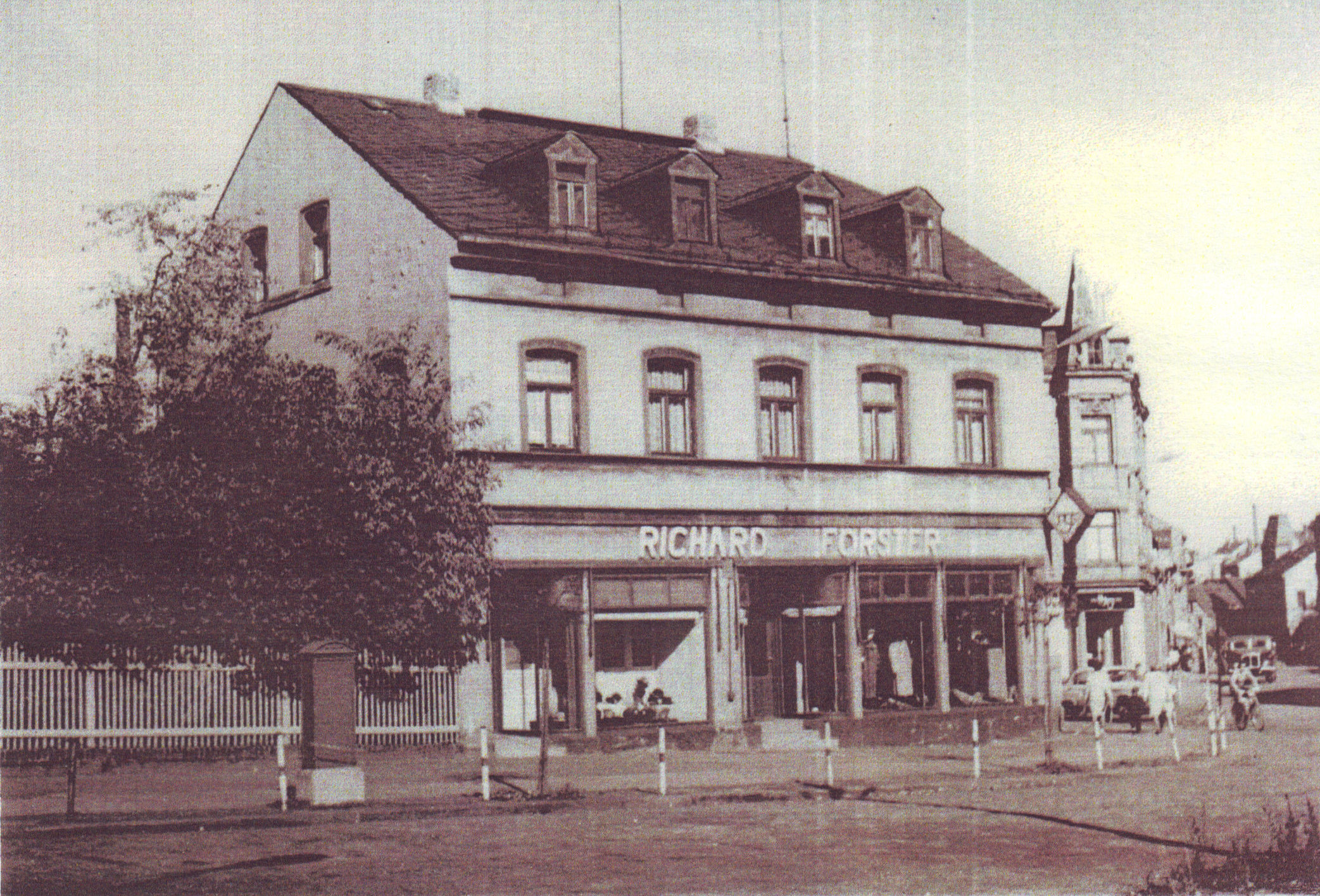
Um 1965
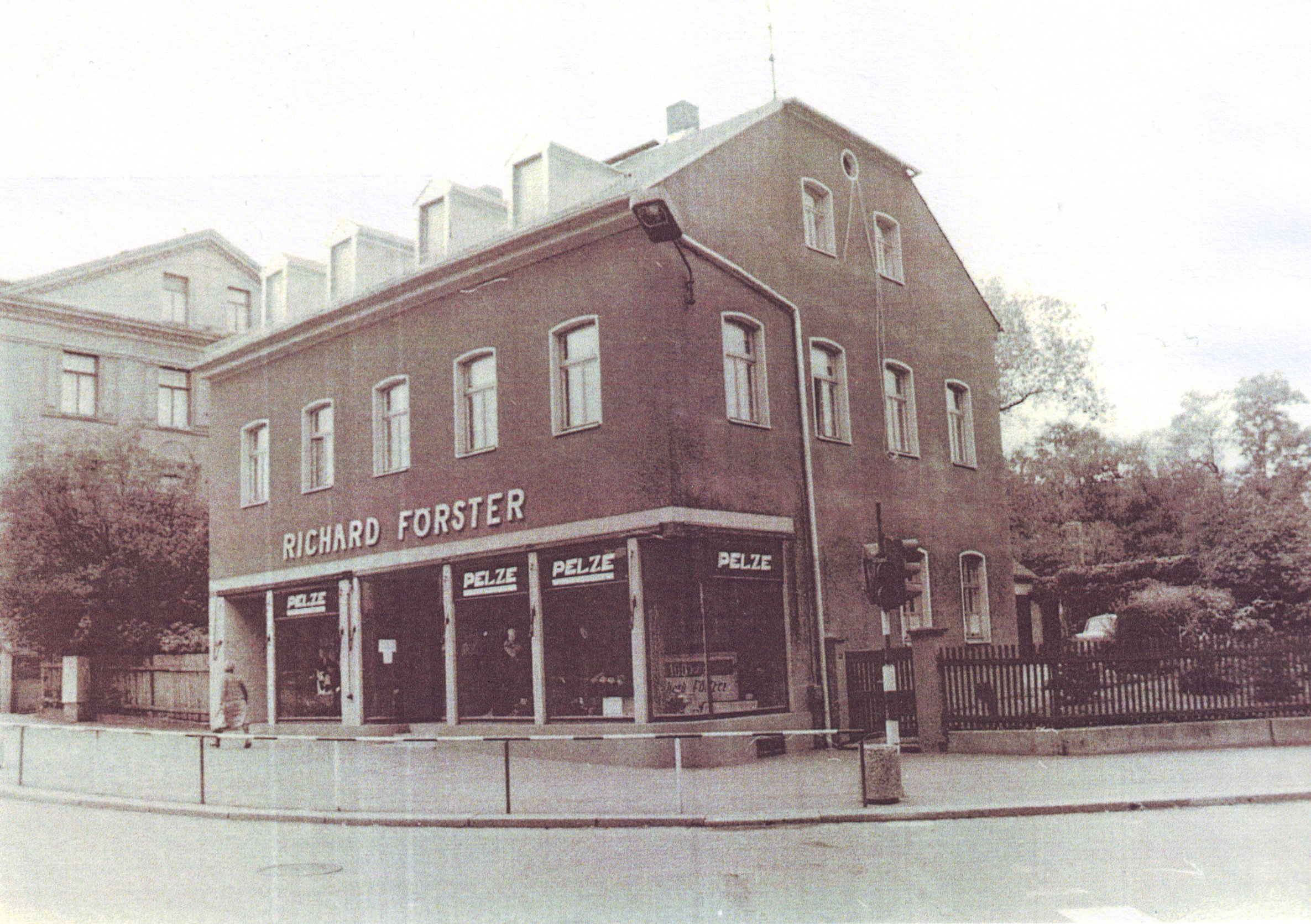
Um 1985